# Liste der Monuments historiques in Saint-Vaast-de-Longmont
Die Liste der Monuments historiques in Saint-Vaast-de-Longmont führt die Monuments historiques in der französischen Gemeinde Saint-Vaast-de-Longmont auf.

## Liste der Bauwerke
| Bezeichnung     | Beschreibung | Standort | Kennzeichnung | Schutzstatus | Datum | Bild           |
| --------------- | ------------ | -------- | ------------- | ------------ | ----- | -------------- |
| Kirche St-Vaast |              | (Lage)   | PA00114876    | Classé       | 1983  | weitere Bilder |

## Liste der Objekte
- Monuments historiques (Objekte) in Saint-Vaast-de-Longmont in der Base Palissy des französischen Kultusministeriums